# Пътища на славата
„Пътища на славата“ (на английски: Paths of Glory) е американски антивоенен филм от 1957 г.
Режисиран е от Стенли Кубрик въз основа на едноименния роман от Хъмфри Коб.
Действието се развива по време на Първата световна война. В главните роли са Кърк Дъглас като Полковник Дакс, командващият офицер на Френските войници, които отказват да продължат самоубийствена атака. След това Дакс се опитва да защити подчинените си в процеса срещу тях.